# Rhopalopterum limitatum
Rhopalopterum limitatum är en tvåvingeart som först beskrevs av Becker 1912.  Rhopalopterum limitatum ingår i släktet Rhopalopterum och familjen fritflugor. Inga underarter finns listade i Catalogue of Life.